# Drnovice (Vyškovi járás)
Drnovice település Csehországban, Vyškovi járásban. Drnovice Račice-Pístovice, Luleč, Ježkovice és Vyškov településekkel határos. Lakosainak száma 2368 fő (2024. január 1.).

## Népesség
A település lakosságának változását az alábbi diagram mutatja:
| Lakosok száma | 1256 | 1474 | 2012 | 1857 | 2299 | 2186 | 2377 | 2377 | 2377 | 2368 |
|               | 1869 | 1890 | 1921 | 1950 | 1980 | 2001 | 2017 | 2019 | 2022 | 2024 |